# Adlerpass
Der Adlerpass ist ein 3786 m ü. M. hoher vergletscherter Gebirgspass in den Walliser Alpen. Er verläuft zwischen dem Strahlhorn und dem Rimpfischhorn. Der Pass verbindet Zermatt im Mattertal mit Saas Fee im Saastal.
Der Adlerpass ist nur über Gletscher zu erreichen und fordert für eine Begehung dementsprechende Erfahrung. Im Osten liegt der Allalingletscher, im Westen der Adlergletscher. Stützpunkt auf der Ostseite ist die Britanniahütte, auf der Westseite das Berghaus Flue oder die Monte-Rosa-Hütte.
Über den Adlerpass führt die Normalroute auf das Strahlhorn.
Im Winter wird der Adlerpass häufig als Skitour überschritten.